# Alessandro Salvio
Alessandro Salvio (Bagnoli Irpino, 1575 circa – Bagnoli Irpino, 1640 circa) è stato uno scacchista giureconsulto italiano.

## Biografia
Figlio di Donato Salvio, compì i primi studi presso il convento di San Domenico. A Napoli conseguì il dottorato in legge che lo abilitò ad esercitare la professione di giureconsulto. Si unì in matrimonio con Giulia Palatuccio, sorella del barone Cesare Palatuccio.
Allievo di Michele di Mauro e di Scipione Genoino, a Napoli frequentò le accademie scacchistiche dei Carafa, dei Di Costanzo e dei Rovito. Oltre ad essere uno dei più forti giocatori del suo tempo, fu anche molto abile nel gioco alla cieca. Lo stesso viceré di Napoli, Juan Alonso Pimentel de Herrera, volle vederlo giocare.
Nel 1595, ancora giovinetto, si batté a Napoli contro Paolo Boi, detto il Siracusano, ricevendo un pedone di vantaggio e rimanendo imbattuto. La sfida si ripeté solo pochi anni dopo, nel 1598, questa volta alla pari, e Salvio riuscì vincitore.
Anche il suo contributo teorico fu notevole, specie per quanto riguarda il Gioco piano e il Gambetto di re la cui variante: 1.e4 e5 2.f4 exf 3.Cf3 g5 4.Ac4 g4 5.Ce5 prende il nome di Gambetto Salvio.

## Opere

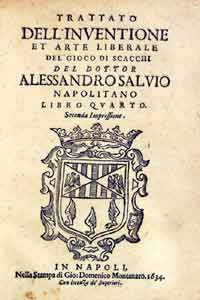
Trattato dell'inventione et arte liberale del gioco di scacchi; Napoli 1634

- Trattato dell'inventione et arte liberale del gioco di scacchi del dottor Alessandro Salvio Napolitano. Diviso in discorsi, sbaratti e partiti, Napoli, Giovanni Battista Sottile, 1604. Successiva edizione: Napoli, nella stampa di Gio. Domenico Montanaro, 1634.
- La scaccaide tragedia del dottor Alessandro Salvio Napolitano. Opera tragica, cavata dall'Inventione del gioco de i scacchi. ... , Napoli, Lazzaro Scorriggio, 1612.
- Il Puttino altramente detto, il cavaliero errante del Salvio, sopra il gioco de' scacchi, con la sua Apologia contra il Carrera, diviso in tre libri, Napoli, Giovanni Domenico Montanaro, 1634.
- Il giuoco degli scacchi del dottor Alessandro Salvio diviso in 4 libri, ed in questa ristampa accresciuto di alcuni giuochi dello stesso Autore, non ancora dati alla luce. Coll'aggiunta in fine di un modo facile, per intendere il giuoco degli scacchi, composto da un Incognito per i novizj del giuoco; e coll'aggiunta fatta da un altro Incognito, per accomodare l'esercito scacchesco, Napoli, stamperia di Felice Mosca, a spese di Bernardino Gessari, 1723.

### Opere consultabili in rete
- Trattato dell'inventione et arte liberale del gioco di scacchi..., Napoli, 1604. Google libri.
- Il Puttino, altramente detto il cavaliero errante del Salvio..., Napoli, 1634. Google libri.